# Ockerfarbene Quendeleule
Die Ockerfarbene Quendeleule (Eremobia ochroleuca) ist ein Schmetterling (Nachtfalter) aus der Familie der Eulenfalter (Noctuidae).

## Merkmale

### Falter
Die Flügelspannweite der Falter beträgt 30 bis 38 Millimeter. Die Grundfärbung der Vorderflügel variiert von weißgelb bis ockergelb. Im Wurzel-, Saum- sowie im Mittelfeld heben sich einige rotbraune Zeichnungselemente ab, die die Nierenmakel einschließen und sowohl den Innen-, wie auch den Außenrand erreichen. Quer- und Wellenlinien erscheinen meist undeutlich. Die Hinterflügel sind ockerfarben und im Saumfeld bräunlich verdunkelt.

### Raupe
Erwachsene Raupen sind blassgrün gefärbt, haben eine helle Rückenlinie, dunkelgraue Nebenrückenlinien, weißliche Seitenstreifen, die nach unten schwärzlich eingefasst sind sowie gelbe Segmentgrenzen. Außerdem besitzen sie kleine, schwarze, beborstete Punktwarzen und schwarze Stigmen.

## Verbreitung und Lebensraum
Die Ockerfarbene Quendeleule ist in Mittel- und Südeuropa verbreitet. Im Norden reicht das Vorkommen bis Mittelengland, den südlichen Teil Fennoskandinaviens  sowie bis nach Karelien. Die südliche Ausdehnung reicht bis zum Mittelmeer, wobei die Art auf Korsika, Sardinien und den Balearen jedoch fehlt. Außerdem kommt sie von der Türkei bis nach Armenien und den Iran vor. In den Alpen steigt sie bis auf 1200 Meter Höhe. Die Tiere sind hauptsächlich an warmen Hängen, Heidegebieten und Ödländereien anzutreffen.

## Lebensweise
Die univoltinen Falter sind tag- sowie nachtaktiv und saugen gerne an den Blüten von Skabiosen-Flockenblumen, (Centaurea scabiosa), Wiesen-Flockenblumen (Centaurea jacea),   Gewöhnlichem Natternkopf (Echium vulgare) oder Acker-Witwenblumen (Knautia arvensis). Sie erscheinen nachts gerne an künstlichen Lichtquellen, seltener auch an Ködern. Hauptflugzeit sind die Monate Juni bis September. Die Raupen ernähren sich von unterschiedlichen Gräsern, beispielsweise von Queckenarten  (Elymus) oder Wiesen-Fuchsschwanz (Alopecurus pratensis). Im Frühsommer verpuppen sie sich in einer Erdhöhle.
Die Art überwintert als Ei.

## Gefährdung
Die Ockerfarbene Quendeleule ist in Deutschland verbreitet, aber meist selten anzutreffen und wird auf der Roten Liste gefährdeter Arten in Kategorie 3 (gefährdet) eingestuft.